# Grand-Rue (Colmar)
Pour les articles homonymes, voir Grand-Rue.
La Grand-Rue est une voie de circulation de la commune française de Colmar.

## Situation et accès
Cette voie de circulation, d'une longueur de 515 m (plus un décrochage de 25 m), se trouve dans le quartier centre.
On y accède par rue des Blés, rue du Mouton, Morel, de l'Hôpital, de l'Église, Basque, des Tripiers, des Marchands, des Augustins, des Écoles, Pfeffel, du Canard, l'impasse Hoffmeister, les places Jeanne d'Arc, des Six-Montagnes-Noires et de l'Ancienne-Douane.
Cette voie n'est pas desservie par les bus de la TRACE même si ses bus y circulent.

## Bâtiments remarquables et lieux de mémoire
Dans cette rue se trouvent des édifices remarquables[Lesquels ?].

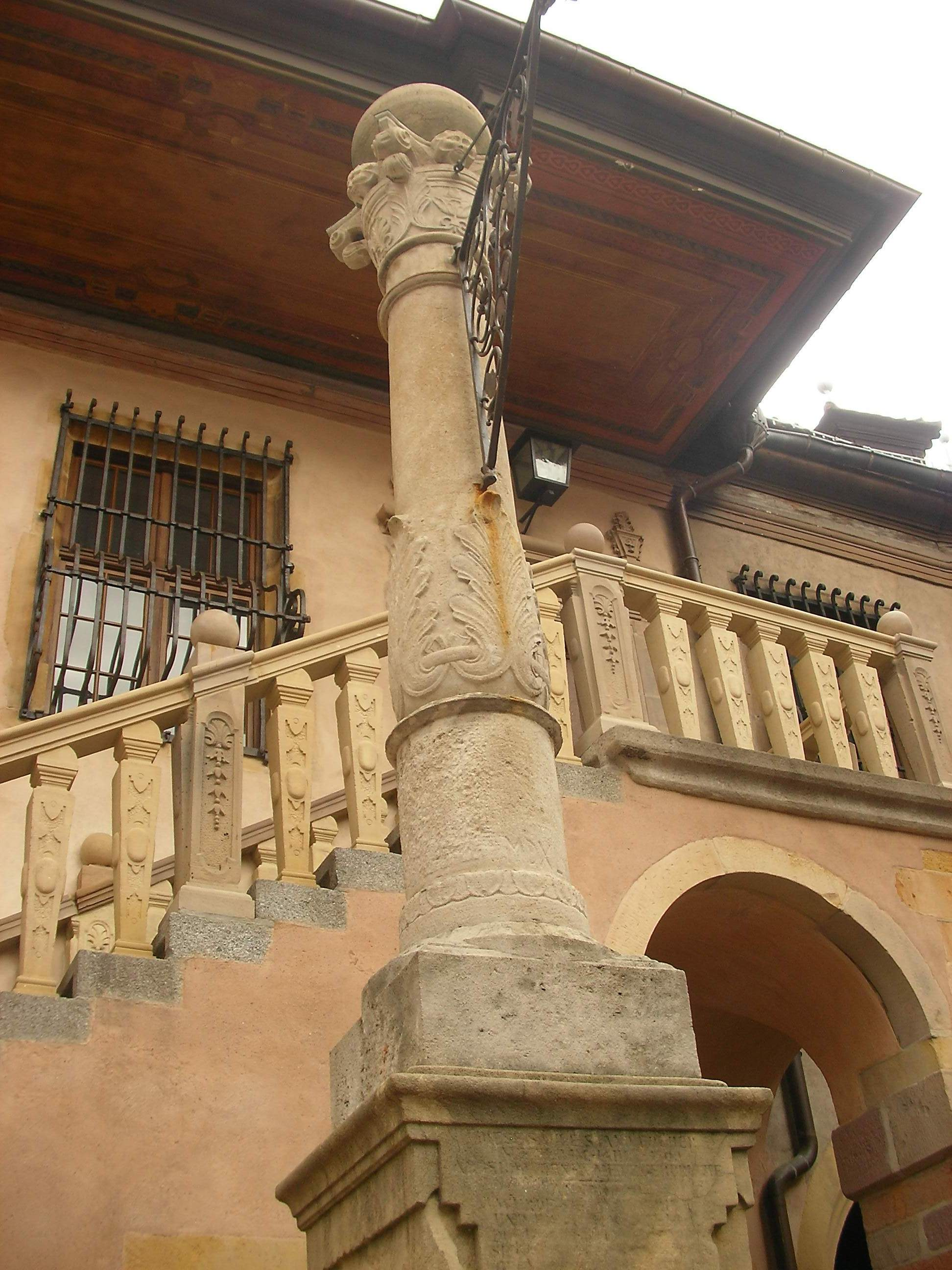
Colonne Charles-Quint
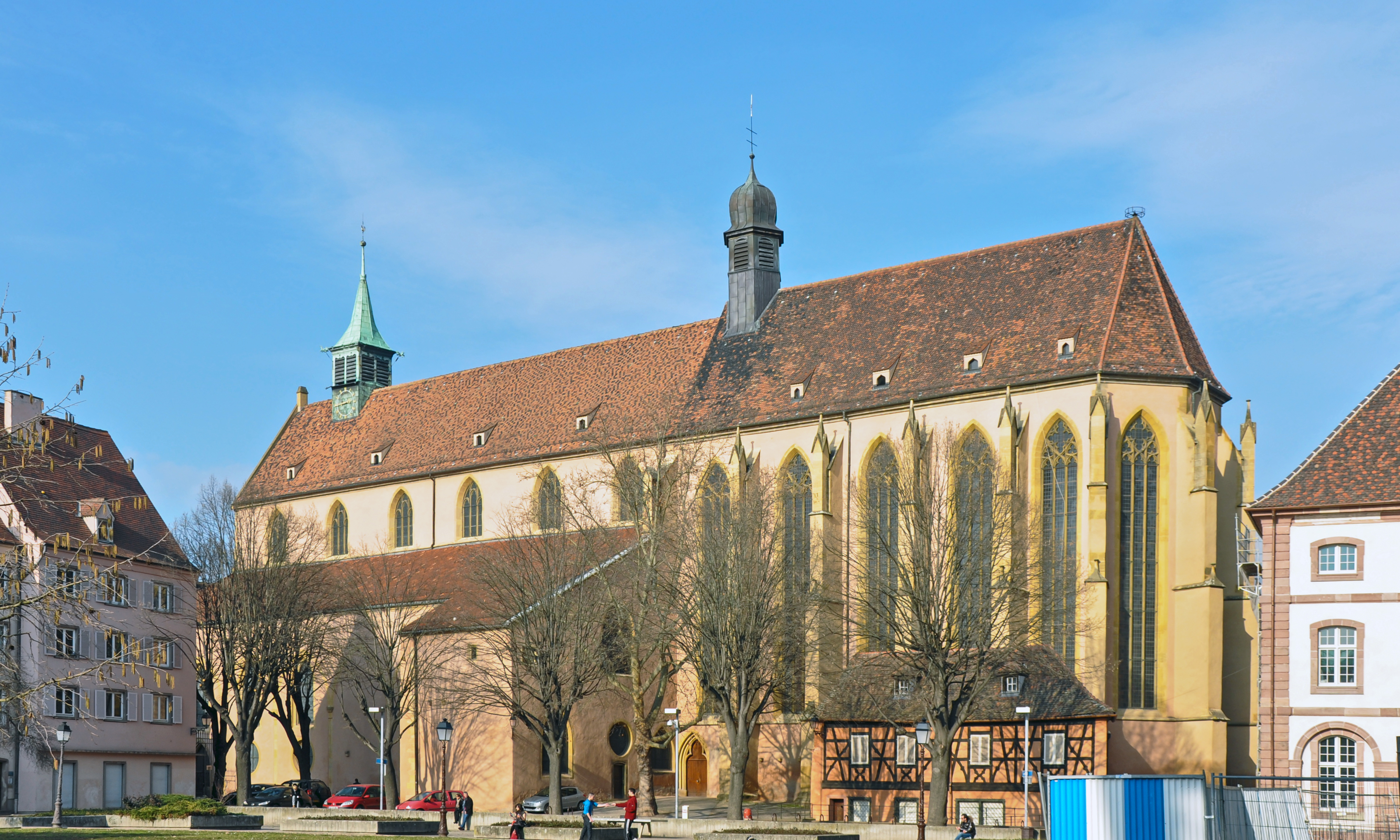
Église Saint-Matthieu (XIVe) Classé MH (1948)
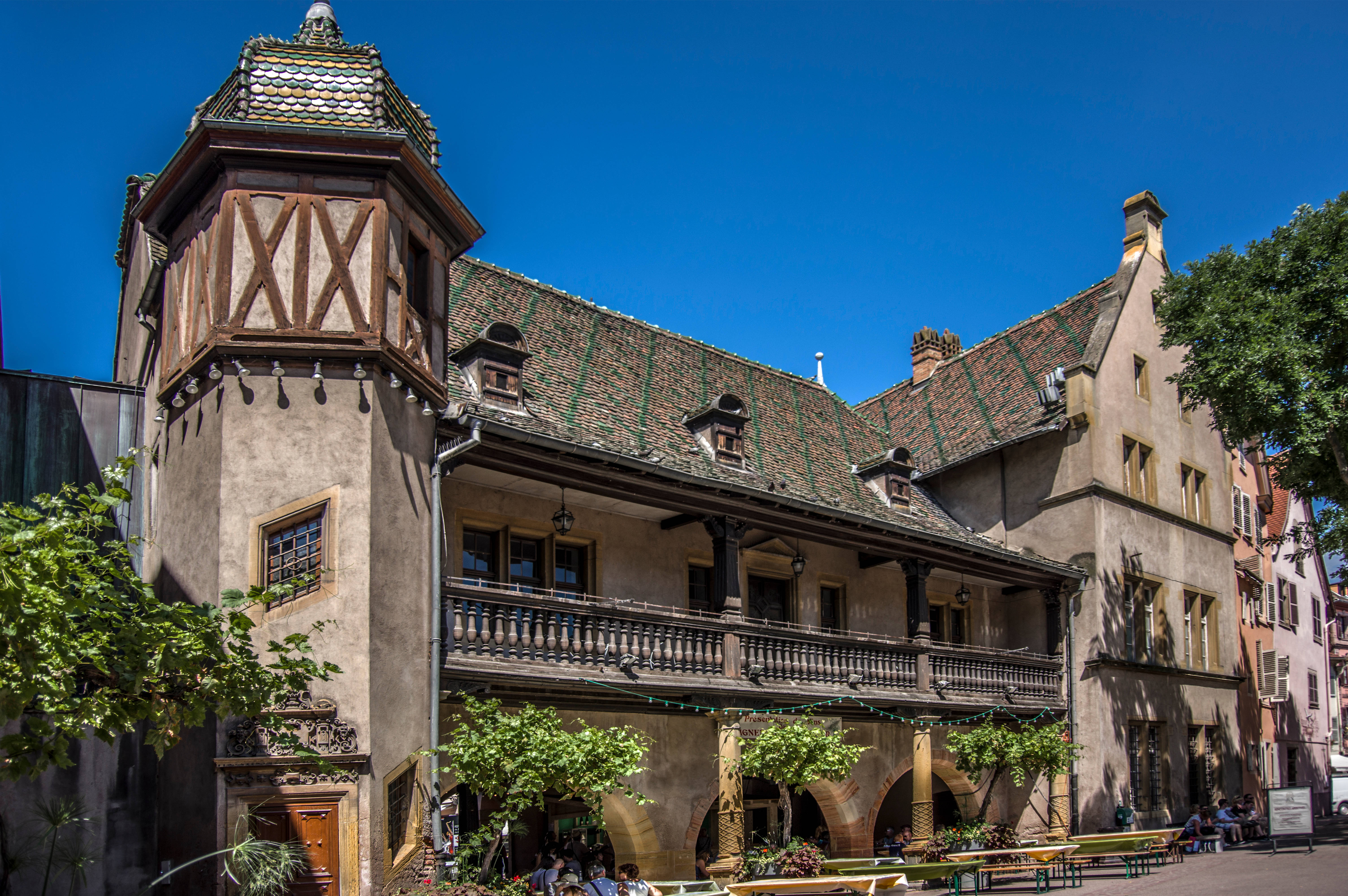
Koïfhus au no 29 (1480[4]) Inscrit MH (1930) Classé MH (1974)
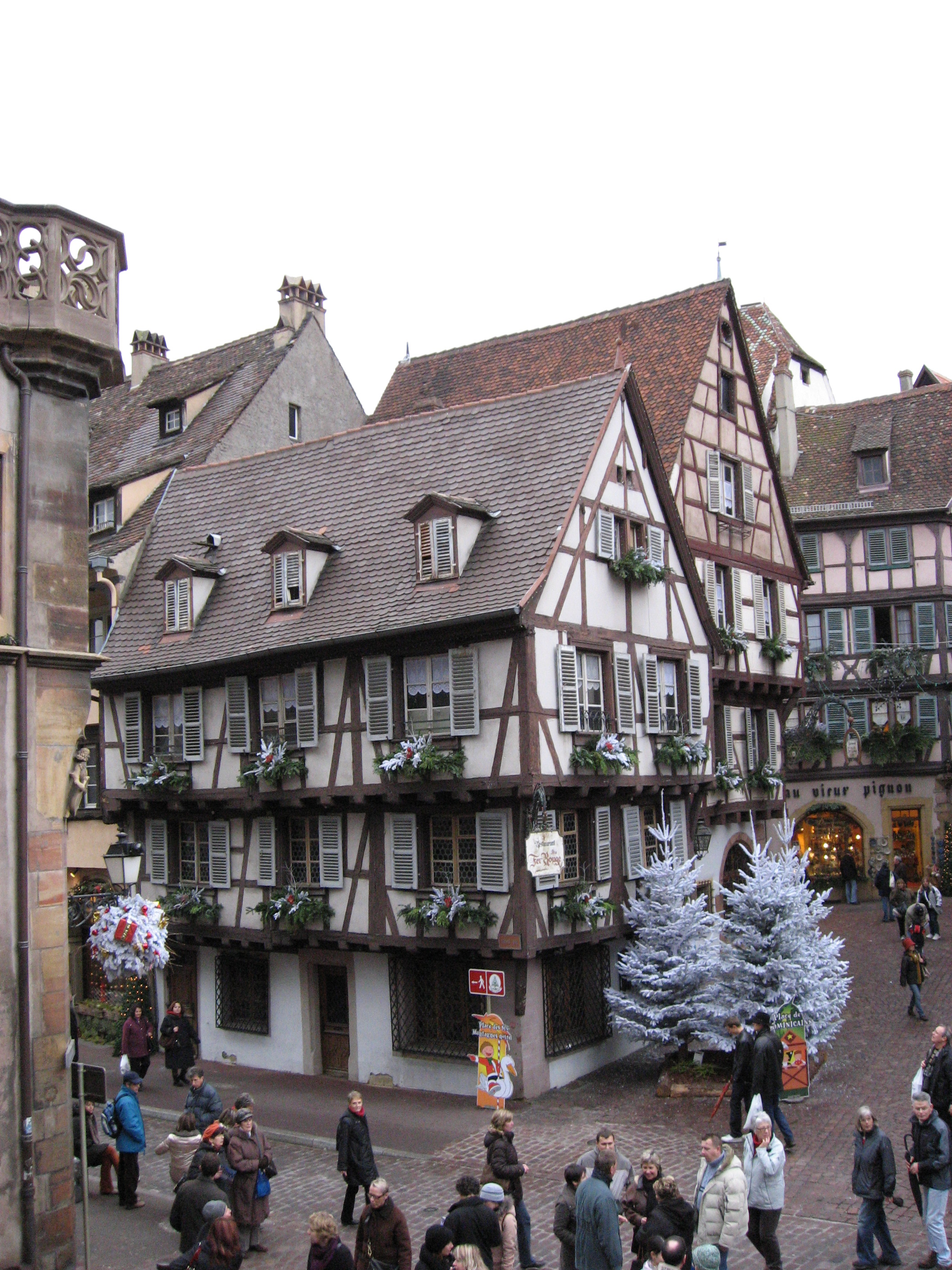
Maison zum roten isen (1392)[5],
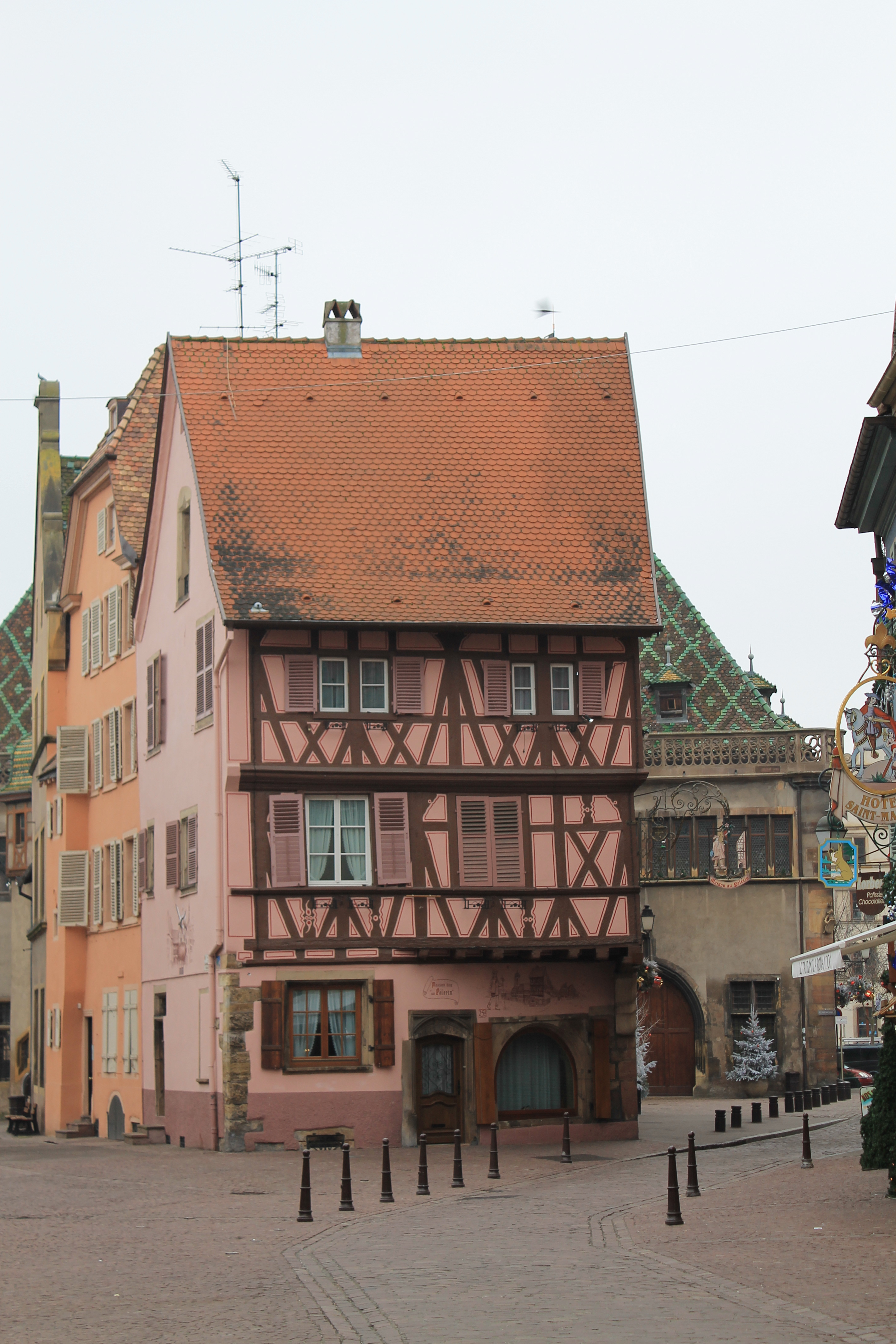
Maison du Pèlerin au no 25
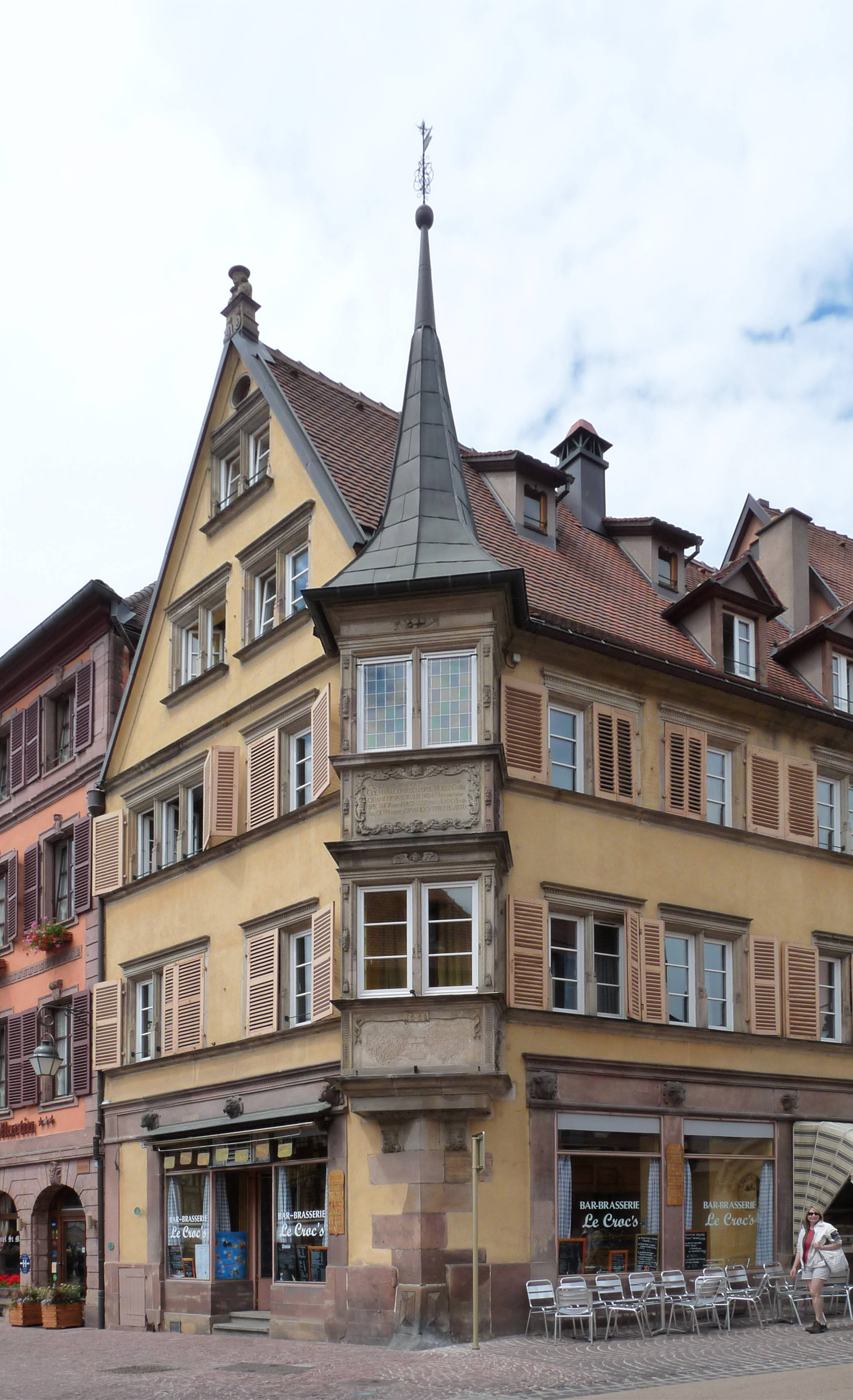
Maison Sandherr au no 36 (1668) Inscrit MH (1929)
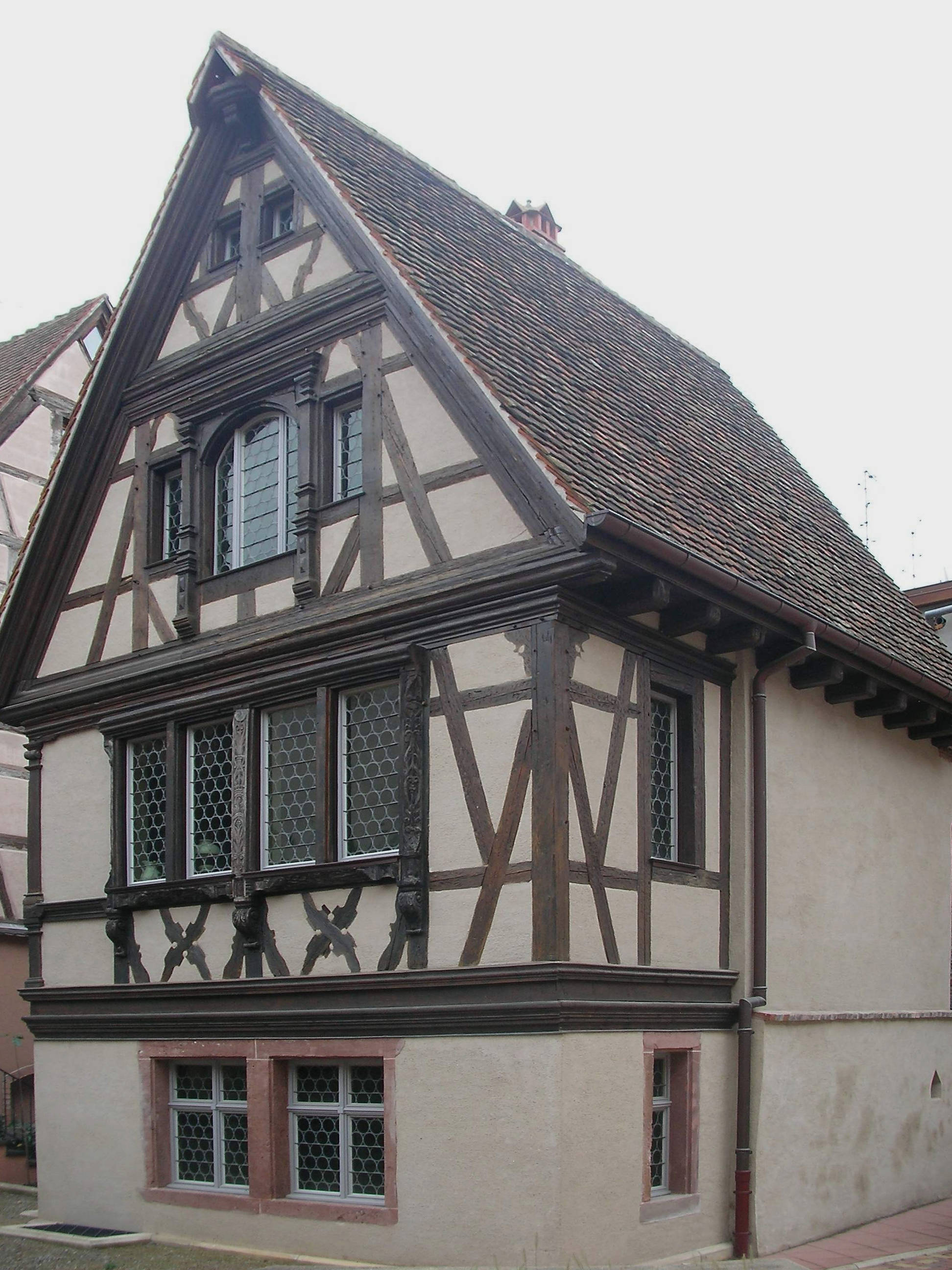
Maisonnette Bohn (1614) au no 50 Classé MH (1990)
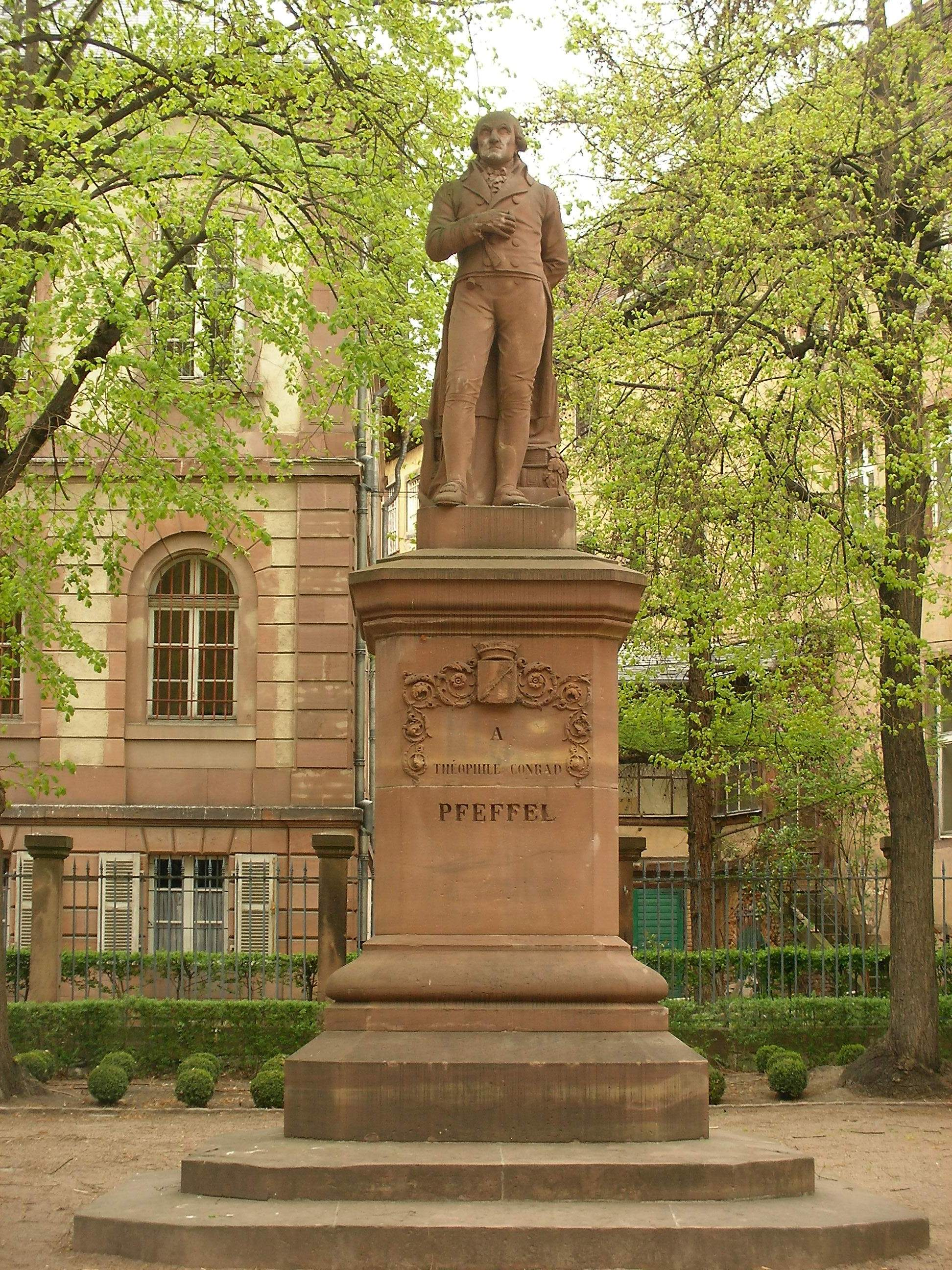
Monument Pfeffel (1927[7])
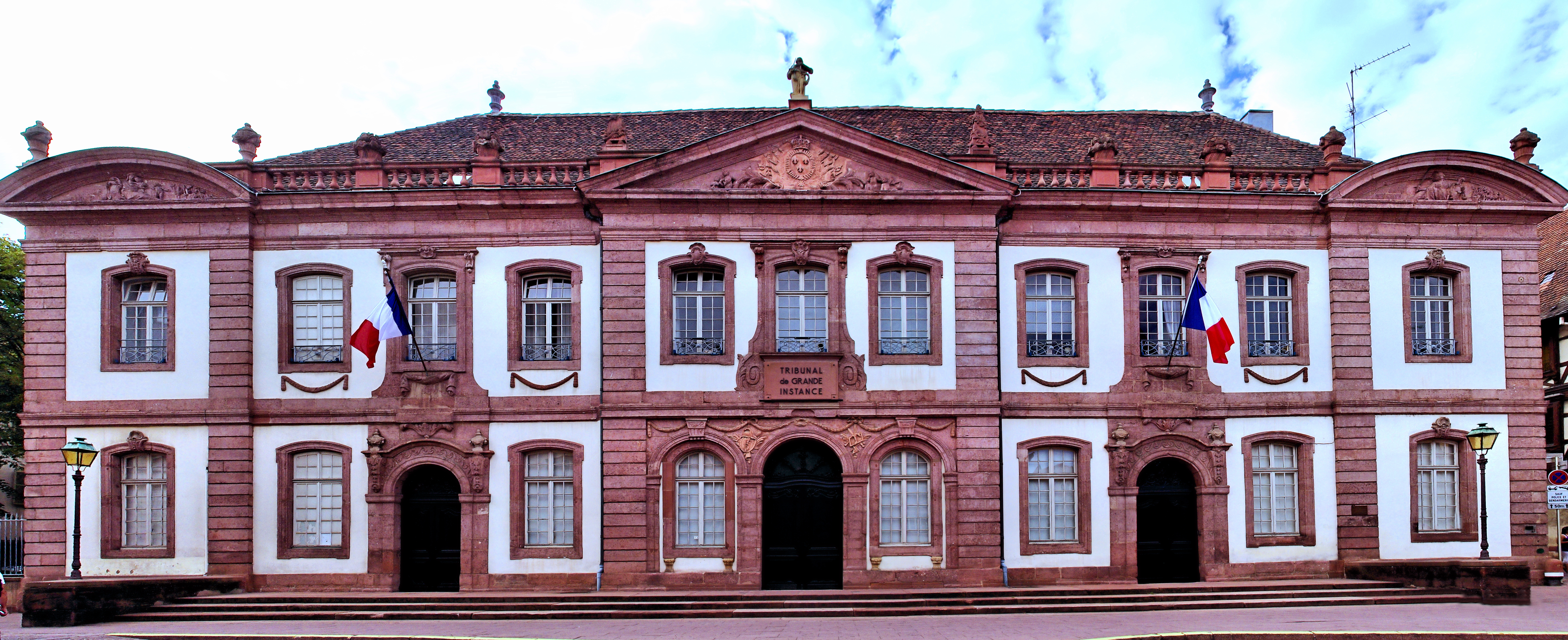
Palais du Conseil souverain d'Alsace (1764[8]) au no 56 Inscrit MH (1930) Classé MH (1998)
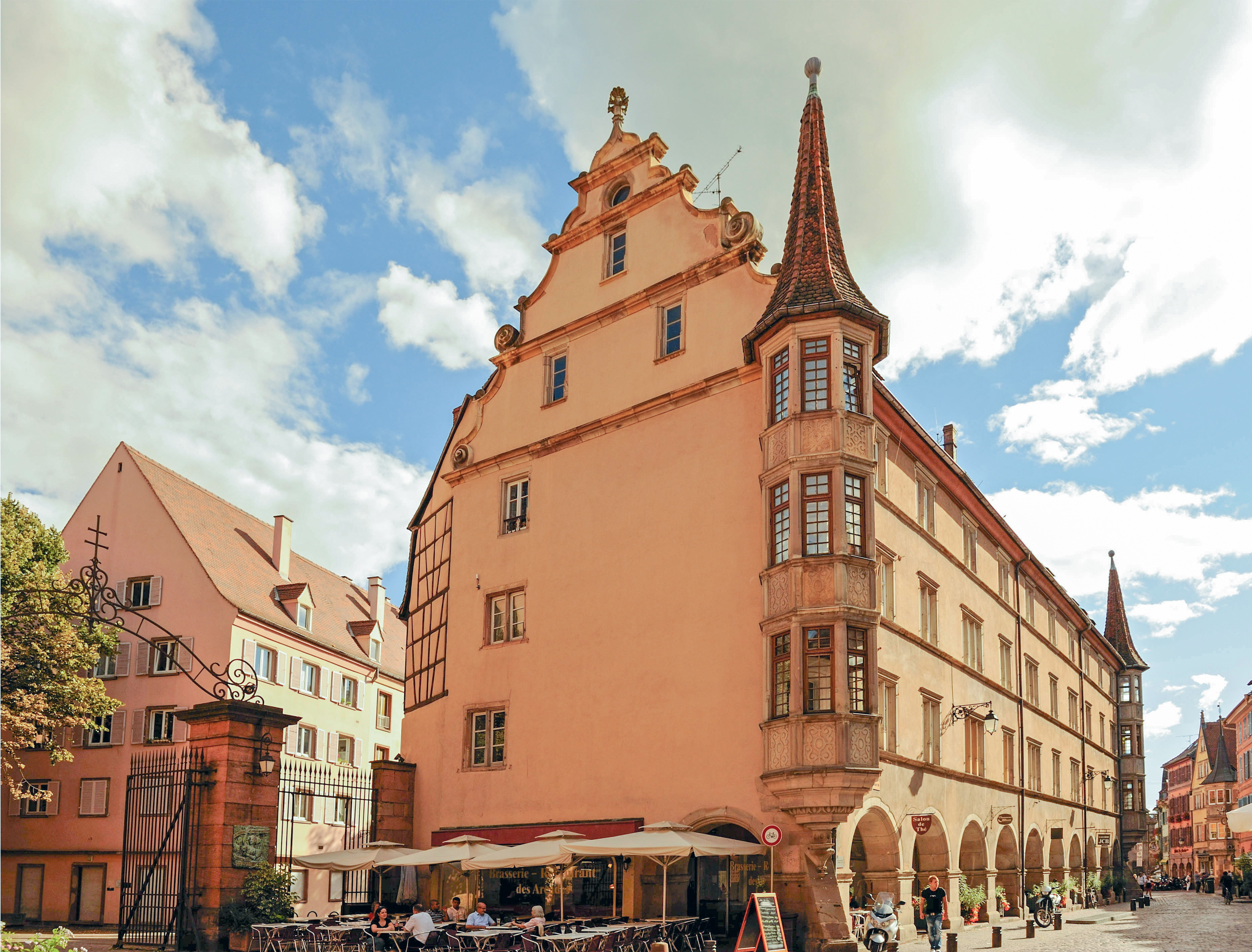
Presbytère protestant (1606[9]) aux no 11, 13, 15, 17 et 19 Inscrit MH (1929)
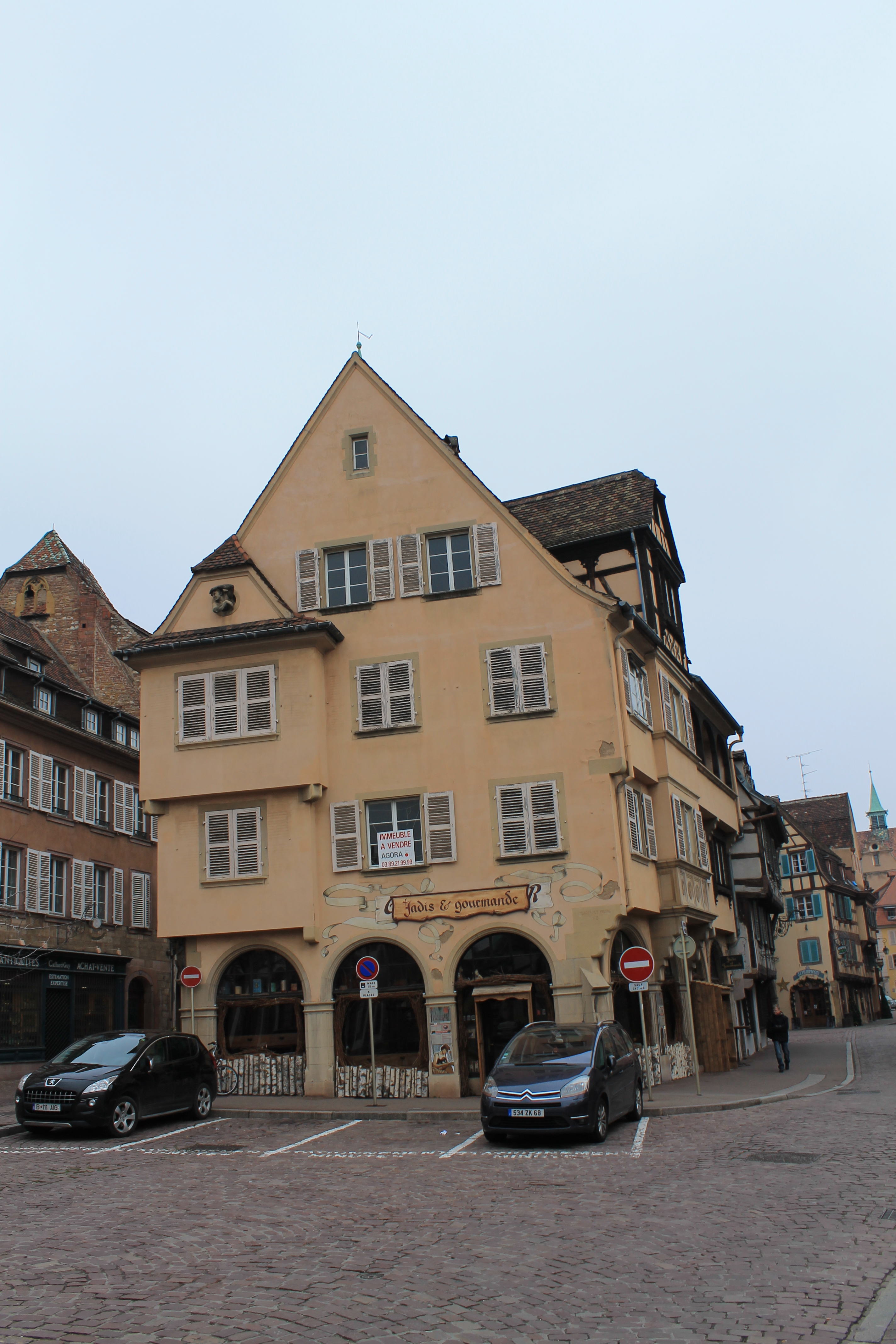
Maison zum Salzkasten (magasin à sel) au no 54[10],